# Mampikony II
Mampikony II is een plaats en commune in het noorden van Madagaskar, behorend tot het district Mampikony, dat gelegen is in de regio Sofia. Tijdens een volkstelling in 2001 telde de plaats 14.109 inwoners.
Bij de plaats bevindt zich een lokaal vliegveld. De plaats biedt enkel lager onderwijs aan. 80 % van de bevolking werkt als landbouwer, 15 % houdt zich bezig met veeteelt en 5,5 % verdient zijn brood als visser. Het belangrijkste landbouwproduct is rijst; andere belangrijke producten zijn mais, maniok en uien. Verder is 0,5% actief in de dienstensector.